# 夏侯云珊
夏侯云姗（1988年9月13日—），湖南长沙人，中央民族大学毕业，中国大陆女演员。

## 演员生涯
2009年，夏侯云姗参演刘家成执导的战争剧《高地》，该剧由侯勇、林永健、殷桃、朱亚文、唐静主演，正式出道。
2010年，夏侯云姗在《红警》中出演女警察艾宝。同年，她参演中国首部青春励志音乐片《我们恋爱吧》，该片由蒲胜执导，王全有、单如、袁家宝、徐子菲主演。
2011年，夏侯云姗和崔心心、刘南希、伊东铃奈主演穿越探案剧《四手妙弹》，出演欧奇。
2012年，夏侯云姗和房祖名、安以轩合作了爱情喜剧片《给野兽献花》。同年，她在战争剧《猛兽列车》中出演日本女特工胡晓娥。
2014年，夏侯云姗在林红光、王磐执导的电视剧《闪电行动》中出演女一号警察林之楠。同年，她和秦岚、王耀庆主演音乐偶像剧《唱战记》，在剧中出演秦岚角色的闺蜜及经纪人小竹。
2017年，夏侯云姗在成龙、罗志祥主演的动作片《机器之血》中出演特工苏珊。
2020年，夏侯云姗参演房祖名执导的爱情片《北京爱情图鉴》，同时任编剧。

## 作品

### 电影
| 年份     | 片名           | 角色   | 备注       |
| -------- | -------------- | ------ | ---------- |
| 2009     | 小英雄雨来     | 小芬   |            |
| 2010     | 不可复制的恋人 | 胡可可 |            |
| 2010     | 我们恋爱吧     | 萧晓轩 |            |
| 2011     | 嫦娥           | 侯儿   |            |
| 2011     | 婚礼告急       | 陈夕   |            |
| 2011     | 样板间         | 琪琪   |            |
| 2012     | 给野兽献花     | 小青   | 同时任编剧 |
| 2017     | 机器之血       | 苏珊   | 同时任编剧 |
| 2021     | 曾經相愛的我們 | 小爱   | 同时任编剧 |
| 2022     | 野夏天         | 簡艾   |            |
| 2025 7月 | 猎狐行动       |        |            |

### 电视剧
| 年份 | 片名           | 角色        | 备注 |
| ---- | -------------- | ----------- | ---- |
| 2009 | 高地           | 石晓陆      |      |
| 2010 | 红警           | 艾宝        |      |
| 2010 | 八千湘女上天山 | 林菲        |      |
| 2011 | 四手妙弹       | 欧奇        |      |
| 2011 | 孔子春秋       | 季孙斯之妹  |      |
| 2012 | 猛兽列车       | 胡晓娥      |      |
| 2013 | 大波           | 叶文婉      |      |
| 2014 | 闪电行动       | 林之楠      |      |
| 2014 | 唱战记         | 小竹        |      |
| 2014 | 最危险的时刻   | 陶兰/千代君 |      |
| 2017 | 大话红娘       | 席婉玲      |      |

## 外部连接
- 夏侯云珊在豆瓣上的资料（简体中文）
- 夏侯云珊在互联网电影资料库（IMDb）上的資料（英文）
- 夏侯云珊的新浪微博
- 夏侯云珊的新浪博客